# Onii-chan no Koto Nanka Zenzen Suki Janain Dakara ne!!
Onii-chan no Koto Nanka Zenzen Suki Janain Dakara ne!! (jap. お兄ちゃんのことなんかぜんぜん好きじゃないんだからねっ!!, dt. „Weil ich so jemandem wie meinen Bruder absolut nicht mag!“), kurz Onisuki (兄好), ist ein von Kōichi Kusano geschriebener und gezeichneter Web-Manga. Noch immer fortgesetzt erscheint er seit 2008 in dem Onlinemagazin Web Comic High! von Futabasha. Er handelt von der Schülerin Nao die in ihren scheinbaren Bruder Shūsuke verliebt ist und von perversen Gedanken getrieben keine Gelegenheit auslässt, um ihm näher zu kommen.
Im Jahr 2011 wurde der Manga durch Zexcs unter der Regie von Keitarō Motonaga als gleichnamige Anime-Fernsehserie adaptiert.

## Handlung
Die Schülerin Nao Takanashi (高梨 奈緒, Takanashi Nao) ist in ihren älteren Bruder Shūsuke Takanashi (高梨 修輔, Takanashi Shūsuke) verliebt und träumt davon, mit ihm eine intime Beziehung einzugehen. Dabei von perversen Gedanken getrieben lässt sie keine Gelegenheit aus, sich ihrem Bruder, in ihn ins Schwitzen bringenden Situationen, zu präsentieren, und kann als Stalker bezeichnet werden, da sie all seine intimen Geheimnisse kennt. Shūsuke ist diese Situation überhaupt nicht recht und wird von ihr ständig in Verlegenheit gebracht, obwohl er selbst keine Einwände gegen eine solche Beziehung hätte. Zugleich dreht Nao die Situationen aber auch immer so, dass ihr Bruder die Schuld daran bekommt – als würde er sich an ihr vergehen wollen. Gegenüber ihren Schulfreundinnen, die offensichtlich davon ausgehen, dass zwischen ihr und ihrem Bruder ein Verhältnis besteht, das über eine normale Bruder-Schwester-Beziehung hinausgeht, will sie dies jedoch nicht zugeben und verneint stets, in ihren Bruder verliebt zu sein.
Eines Tages, als sie ihrem Bruder erneut nachstellt, nutzt sie die Situation, sein Zimmer zu säubern, als Vorwand, um erneut seine in großen Massen verstauten Pornomagazine zu kontrollieren. Schließlich will sie sichergehen, dass er am besten nur Hefte aufbewahrt, die von einer Beziehung von einem Bruder zu seiner jüngeren Schwester handeln. Dabei macht sie diesmal jedoch noch eine weitere, ihr bis dahin unbekannte Entdeckung. Es ist ein Fotoalbum der Familie, in dem stets Bilder von Shūsuke zu sehen sind, sie selbst jedoch auf keinem der Bilder vorhanden ist. Damit stellt sie sich allein ihren Eltern Shūji Takanashi (高梨 修司, Takanashi Shūji) und Nanaka Takanashi (高梨 菜々香, Takanashi Nanaka), während sie zunächst die ihr als unpassend erscheinenden Magazine vorlegt. Dabei wird offensichtlich, dass sowohl Shūsuke als auch sein Vater Shūji eine überaus große Vorliebe zu diesen haben, wo jedoch Takanashi den Schlussstrich zieht. Als sie sie nun aber auf das Fotoalbum anspricht, sehen sich ihre Eltern gezwungen, ihr die Wahrheit über ihre Kindheit zu erzählen. Sie ist nämlich gar nicht Shūsukes jüngere Schwester und wurde von ihnen auf Wunsch von Shūsuke adoptiert, nachdem ihre richtigen Eltern bei einem Autounfall ums Leben kamen und sie als einzige Überlebende ihre Erinnerungen an die Zeit vor dem Unfall verlor. Dies ist für Nao zunächst ein Schock. Nicht wegen ihrer richtigen Eltern, sondern wegen ihrer erhofften Bruder-Schwester-Beziehung. Jedoch fängt sie sich bald wieder und sieht sich nun erst recht bestätigt, Jagd auf ihren ‚Bruder‘ zu machen, den sie davon in Unkenntnis lässt, dass sie die Wahrheit erfahren hat.

## Entstehung und Veröffentlichungen
Der Web-Manga Onii-chan no Koto Nanka Zenzen Suki Janain Dakara ne!! wird von Kōichi Kusano sowohl geschrieben als auch gezeichnet. Die einzelnen Kapitel erschienen von 29. August 2008 bis 16. September 2016 in dem Onlinemagazin Web Comic High! das von Futabasha herausgegeben wird. Die Kapitel wurden ebenfalls zu 12 Tankōbon-Ausgaben zusammengefasst, die unter dem Imprint High Action Comics erschienen sind:
- Bd. 1: ISBN 978-4-575-83611-0, 11. April 2009
- Bd. 2: ISBN 978-4-575-83707-0, 12. Dezember 2009
- Bd. 3: ISBN 978-4-575-83777-3, 11. Juni 2010
- Bd. 4: ISBN 978-4-575-83882-4, 19. März 2011
- Bd. 5: ISBN 978-4-575-84000-1, 12. Dezember 2011
- Bd. 6: ISBN 978-4-575-84115-2, 10. August 2012

In den USA erscheint der Manga seit August 2012 als I Don’t Like You At All, Big Brother!! bei Seven Seas, wobei jeweils zwei japanische Bände zu einem US-Band zusammengefasst sind.

## Anime
Aufbauend auf dem Manga entstand im Animationsstudio Zexcs unter der Regie von Keitaro Motonaga eine gleichnamige Anime-Fernsehserie, die dessen Handlung folgt.
Die Erstausstrahlung der Serie erfolgte vom 9. Januar bis 27. März 2011 nachts und damit am vorherigen Fernsehtag auf dem Sender TV Kanagawa. Einige Tage später begannen ebenfalls die Sender Chiba TV, TV Saitama, Sun TV, KBS, Tokyo MX, TV Aichi, AT-X und BS11 Digital mit der Übertragung.
Vom 9. März bis 13. Juli 2011 erschien die Serie auf 5 Blu-Rays und vom 13. April bis zum 10. August 2011 auf 5 DVDs. Die jeweils letzte Disc enthielt dabei eine nicht im Fernsehen gezeigte 13. Folge.

### Synchronisation
| Rolle             | japanischer Sprecher (Seiyū) |
| ----------------- | ---------------------------- |
| Nao Takanashi     | Eri Kitamura                 |
| Shūsuke Takanashi | Toshiyuki Toyonaga           |
| Iroha Tsuchiura   | Marina Inoue                 |
| Mayuka Kondō      | Kazusa Aranami               |
| Shūji Takanashi   | Hideki Ogihara               |
| Nanaka Takanashi  | Sayaka Ohara                 |
| Hirono Kusuhara   | Ryoko Shiraishi              |
| Haruka Katō       | Eriko Nakamura               |

### Musik
Sowohl Vor- und Abspann der Serie waren mit Musikstücken unterlegt die von den Sprecherinnen der Serie gesungen wurden. Im Vorspann war dies der Titel Taste of Paradise, gesungen von Eri Kitamura und im Abspann Ari Ari Mirai (アリアリ未来), gesungen von Eri Kitamura, Marina Inoue und Kazusa Aranami.